# Another Again
Another Again è una canzone di John Legend estratta come quinto singolo dall'album del 2006 Once Again il 27 aprile 2007. Il singolo ha raggiunto la trentesima posizione della classifica Billboard Hot R&B/Hip-Hop Songs.

## Tracce
UK Digital download
1. Another Again - 4:01

## Classifiche
| Classifica (2007)                    | Posizione più alta |
| ------------------------------------ | ------------------ |
| U.S. Billboard Hot R&B/Hip-Hop Songs | 30                 |